# الزا انگوسان
اِلزا اِنگوسان (به فرانسوی: Elsa N'Guessan) (زادهٔ ۱۷ سپتامبر ۱۹۸۴) شناگر اهل فرانسه است.